# Vitéz Rozs Kálmán Könyvkiadó
A vitéz Rozs Kálmán Könyvkiadó kalandos, főként vadnyugati és légiós regények megjelentetésére vállalkozó kiadó volt.
Rozs Kálmánt szoros kapcsolatok fűzték a Közművelődési Könyv- és Hírlapterjesztő Kft.-hez, annak vezetőjéhez, a tulajdonostársakhoz, és szintén ponyvaregények kiadására szakosodott más munkatársaihoz is.
A kiadó már 1939-ben megjelentette Rozs Kálmán három regényét, de rendszeres tevékenységét csak 1941-ben kezdte meg.
Székhelye Budapesten a Globus nyomda épületében, VI. Aradi utca 8. alatt volt.

## Jellemzői
A kötetek borítóján a témához illeszkedő jelenetet ábrázoló, vörös-kék kétszínnyomású rajzok láthatók. Többségében 15 cm x 11 cm-es méretben, és 32, 48, 64 oldal terjedelemben jelentek meg. Felül kék vagy fehér sávon a cím, mellette jobbra vagy kicsit lejjebb, álló téglalapban elhelyezve az ár. Az író nevét legalul keskenyebb sávban tüntették fel szintén nagybetűkkel (például CHARLES LORRE REGÉNYE). A rajzot és a feliratsávokat általában kötetenként különböző színű keret fogja körbe.
Később felül általában piros sávon az író, alatta a vörös-kék kétszínnyomású rajzon ferde felirattal, szintén nagybetűkkel a cím.
Az ár 10, 20 vagy 30 fillér volt.
Rozs Kálmán mintegy tucatnyi kiadványa viszont jelentősen eltérő borítóval jelent meg.

## A szerzők
A szerzők között olyan ismert írókkal találkozhatunk mint Nagy Károly legismertebb álnevén Charles Lorre-ként, Hamvas H. Sándor mint Alex H. Ash vagy Barát Endre mint B. E. Friend.
A kiadó több alkalommal jelentetett meg más szerzők álnevéhez megtévesztően hasonló álneveken írt regényeket. Maga Rozs Kálmán is használta a J. H. Bucher illetve J. H. Buchaer álnevet, miközben a J. H. Bushert Királyhegyi Pál, Juhász Lajos és egyes források szerint mások is használták a Novánál. Miután Nagy Károly otthagyta a kiadót, Rozs Kálmán megtévesztő jellegű álnevekkel, például Charles Rolle néven adott ki regényeket.
A többi, Georges Boucher, Charles Bois, Pierre Chance, Antoine Grillon, Maurice Ribot, stb. álnevek mögötti írókat egyelőre nem azonosították. Kivéve Komáromi Zoltán (Z. I. Maxbell), Sajó Gyula (Ted Robber), Pálmay Zoltán (Z. P. May) és Vajda Albert (Charles Larue) álneveit.
Talányos továbbá Bevall Tibor személye.

## A kiadó kötetei
Az alábbi kötetek hivatalosan nem egy könyvsorozat részei, azonban külalakjukra, témáikra tekintettel mégis egyfajta sorozatnak tekinthetők.
| Szám | Év         | Író              | Írói név, álnév, névváltozat | Cím                                                        | Oldal | Megjegyzés |
| ---- | ---------- | ---------------- | ---------------------------- | ---------------------------------------------------------- | ----- | ---------- |
| ?.   | 1939       | Rozs Kálmán      | Bucher, J. H.                | Cowboy a gáton                                             | 61    | vadnyugati |
| ?.   | 1939 körül | Rozs Kálmán      | Alden, Big                   | Az eltüntetett farm                                        | 31    |            |
| ?.   | 1939       | Rozs Kálmán      | Buchaer, J. H.???            | Halálos hajsza                                             | 60    |            |
| ?.   | 1940       | ?                | Berthier, V.                 | A hipnotizált helyőrség                                    | 48    | légiós     |
| ?.   | 1940       | ?                | Lamar, Charles               | Négyen a sivatagban                                        | 48    | légiós     |
| ?.   | 1941       | ?                | Lamar, Charles               | Zendülés Ghadamesben                                       | 64    | légiós     |
| ?.   | 1941       | Nagy Károly      | Lorre, Charles               | A 202-es erőd                                              | 64    | légiós     |
| ?.   | 1941       | ?                | Balonge, Charles             | Az algíri futár                                            | 47    | légiós     |
| ?.   | 1941       | ?                | Boucher, Georges             | Ali ben Kavur lázadása                                     | 48    | légiós     |
| ?.   | 1941       | ?                | Losange, G.                  | Az alvó erődítmény                                         | 64    |            |
| ?.   | 1941       | Komáromi Zoltán  | Maxbell, Z. I.               | Arany a láthatáron                                         | 64    |            |
| ?.   | 1941       | ?                | Bois, Charles                | Az arany erőd                                              | 48    | légiós     |
| ?.   | 1941       | ?                | Boucher, Georges             | Az Aranyszázad lázadása                                    | 48    |            |
| ?.   | 1941       | ?                | Lu-Martin???                 | Árulók légiója                                             | 48    | légiós     |
| ?.   | 1941       | Komáromi Zoltán  | Maxbell, Z. I.               | Árvíz Texasban                                             | 64    | vadnyugati |
| ?.   | 1941       | ?                | Blinth, L.                   | Balkezes Tom visszaüt                                      | 64    |            |
| ?.   | 1941       | ?                | Lorrymer, T. B.              | A banditák árulója                                         | 64    |            |
| ?.   | 1941       | ?                | Belly, Ben                   | A bankár bandita                                           | 64    |            |
| ?.   | 1941       | ?                | Lorrymer, T. B.              | A „béna” cowboy                                            | 64    | vadnyugati |
| ?.   | 1941       | Rozs Kálmán      | Rouge, Charles               | Bérgyilkos légionista                                      | 32    | légiós     |
| ?.   | 1941       | ?                | Lamar, Charles               | Szt. Paul erőd veszélyben                                  | 48    |            |
| ?.   | 1941       | ?                | Duff, Garry                  | A bitorló farmer                                           | 64    |            |
| ?.   | 1941       | Raul, Pierre     | Rául, Pierre                 | Csontváz az erődben                                        | 32    |            |
| ?.   | 1941       | White, Garry T   | Garry T. White???            | Dan az ezermester                                          | 64    |            |
| ?.   | 1941       | ?                | Grillon, Antoine             | Az ellopott lőszer                                         | 48    |            |
| ?.   | 1941       | ?                | Berthier, V.                 | Az elrabolt légionisták                                    | 48    | légiós     |
| ?.   | 1941       | ?                | Gibson, Charles              | Az eltemetett őrjárat                                      | 48    |            |
| ?.   | 1941       | ?                | Balonge, Charles             | Az eltévedt őrjárat                                        | 48    | légiós     |
| ?.   | 1941       | ?                | Bois, Charles                | Az erőd üdvöskéje                                          | 48    | légiós     |
| ?.   | 1941       | ?                | Broche, Charles              | Fantombrigád                                               | 48    |            |
| ?.   | 1941       | ?                | Balonge, Charles             | A fehér sejk hóhéra                                        | 64    | légiós     |
| ?.   | 1941       | ?                | Balonge, I.???               | A fejnélküli őrség                                         | 64    | légiós     |
| ?.   | 1941       | Nagy Károly      | Lorre, Charles               | A fekete század                                            | 64    |            |
| ?.   | 1941       | Vajda Albert     | Larue, Charles               | A pokol zsoldjában                                         | 64    | légiós     |
| ?.   | 1941       | ?                | Balonge, Charles             | A feltámadt század                                         | 48    | légiós     |
| ?.   | 1941       | ?                | Berthier, W.                 | A festő légionista                                         | 48    | légiós     |
| ?.   | 1941       | ?                | Berthier, Charles            | Átok erőd                                                  | 48    | légiós     |
| ?.   | 1941       | ?                | Lamar, Charles               | Egy futár eltűnik                                          | 48    | légiós     |
| ?.   | 1941       | ?                | Raund, Micky                 | Gangsterek a föld alatt                                    | 32    |            |
| ?.   | 1941       | ?                | Berkins, G. Huth             | Gengsterek lázadása                                        | 32    |            |
| ?.   | 1941       | ?                | Barry, Charles               | Gyilkos őrjárat                                            | 48    | légiós     |
| ?.   | 1941       | Komáromi Zoltán  | Maxbell, Z. I.               | A gyilkos vásár                                            | 64    |            |
| ?.   | 1941       | ?                | Broady, Max                  | Győzhetetlen Tom                                           | 64    |            |
| ?.   | 1941       | ?                | Grillon, Antoine             | Hajsza a sivatagban                                        | 48    |            |
| ?.   | 1941       | ?                | Gibson, Charles              | A halálerőd                                                | 64    | légiós     |
| ?.   | 1941       | Pálmay Zoltán    | May, Z. P.                   | A halálfejű cowboy                                         | 64    | vadnyugati |
| ?.   | 1941       | Nagy Károly      | Lorre, Charles               | A halálraj                                                 | 64    | légiós     |
| ?.   | 1941       | ?                | D'Aragine, Roland            | A halálraj bosszúja                                        | 48    |            |
| ?.   | 1941       | ?                | Berthier, V.                 | A hamisítók oázisa                                         | 48    | légiós     |
| ?.   | 1941       | ?                | Leathy, L.                   | Harc életre-halálra                                        | 63    | vadnyugati |
| ?.   | 1941       | ?                | Cannin, Maurice              | Két tőr, négy ököl                                         | 32    | légiós     |
| ?.   | 1941       | ?                | Lamac, Pierre                | Három testvér a légióban                                   | 64    | légiós     |
| ?.   | 1941       | ?                | Pertirax, Etienne            | Hatan civilben                                             | 48    |            |
| ?.   | 1941       | ?                | Gwadamac, Karie              | Ikrek a légióban                                           | 48    | légiós     |
| ?.   | 1941       | ?                | Hardy, E. B.                 | Jack Colt harca!                                           | 64    |            |
| ?.   | 1941       | ?                | Datambré, Charles            | Az eltűnt halottak                                         | 64    | légiós     |
| ?.   | 1941       | ?                | Lorrymer, T. B.              | Jackson ráfizet                                            | 64    |            |
| ?.   | 1941       | ?                | Balonge, Charles             | A felgyújtott erőd                                         | 48    | légiós     |
| ?.   | 1941       | ?                | Gibson, A. P.                | A kísértet káplár                                          | 64    |            |
| ?.   | 1941       | ?                | Berthier, Charles            | Koporsó a légióban                                         | 48    | légiós     |
| ?.   | 1941       | Vajda Albert     | Larue, Charles               | A különös brigád                                           | 48    |            |
| ?.   | 1941       | ?                | Balonge, Charles             | Gőzdaru káplár                                             | 48    | légiós     |
| ?.   | 1941       | ?                | Dekambrée, Maurice           | A láthatatlan arzenál                                      | 32    |            |
| ?.   | 1941       | ?                | Taylor, Judith               | Le a szerelemmel!                                          | 48    |            |
| ?.   | 1941       | ?                | Gibson, Charles              | A légió árulója                                            | 64    | légiós     |
| ?.   | 1941       | ?                | Barry, Charles               | A kéköves lord                                             | 48    | légiós     |
| ?.   | 1941       | ?                | Balonge, Charles             | A légió bajnoka                                            | 48    | légiós     |
| ?.   | 1941       | ?                | Gibson, Charles              | A légió bestiája                                           | 64    | légiós     |
| ?.   | 1941       | ?                | Balonge, Charles             | A légió doktora                                            | 48    | légiós     |
| ?.   | 1941       | Nagy Károly      | Lorre, Charles               | A légió őrangyala                                          | 64    | légiós     |
| ?.   | 1941       | ?                | Weyde, Bert                  | Legionista kísértet                                        | 64    | légiós     |
| ?.   | 1941       | Pálmay Zoltán    | May, Z. P.                   | Másfél Mike odavág                                         | 64    |            |
| ?.   | 1941       | Hamvas H. Sándor | Ash, Alex H.                 | Max King, a farkas                                         | 64    |            |
| ?.   | 1941       | ?                | Lamar, Charles               | A megbosszult század                                       | 48    | légiós     |
| ?.   | 1941       | Nagy Károly      | Lorre, Charles               | Monsieur „X” a légióban                                    | 64    | légiós     |
| ?.   | 1941       | ?                | Mellon, Curie                | Ne lőjjetek! ...                                           | 48    |            |
| ?.   | 1941       | ?                | Lamac, Pierre                | Négy és fél szökevény                                      | 64    |            |
| ?.   | 1941       | ?                | Balonge, Charles             | A néma század                                              | 64    | légiós     |
| ?.   | 1941       | ?                | Balonge, Charles             | Nincs merénylet!                                           | 64    | légiós     |
| ?.   | 1941       | ?                | Barry, C. H.                 | Nyolc súlyos sebesült                                      | 48    |            |
| ?.   | 1941       | Komáromi Zoltán  | Maxbell, Z. J.               | Az olajbanditák                                            | 64    |            |
| ?.   | 1941       | ?                | Chance, Pierre               | Ördöngős légionisták                                       | 32    | légiós     |
| ?.   | 1941       | Hamvas H. Sándor | Ash, Alex H.                 | Az oregoni örökös                                          | 64    |            |
| ?.   | 1941       | ?                | Gibson, Charles              | Az őrültek százada                                         | 48    | légiós     |
| ?.   | 1941       | ?                | Broche, Charles              | Pajzán halott a légióban                                   | 48    | légiós     |
| ?.   | 1941       | ?                | Lorrymer, T. B.              | Pattyt elrabolják                                          | 64    |            |
| ?.   | 1941       | ?                | Chance, Pierre               | A Peloton halálharca                                       | 32    |            |
| ?.   | 1941       | Vajda Albert     | Larue, Charles               | A pokol zsoldosai                                          | 64    |            |
| ?.   | 1941       | ?                | Gibson, Charles              | Pokolszakasz                                               | 64    |            |
| ?.   | 1941       | ?                | Weyde, Charles               | A rejtélyes sejk                                           | 64    |            |
| ?.   | 1941       | ?                | Hardy, A. B.                 | Rémület Arizonában                                         | 64    | vadnyugati |
| ?.   | 1941       | ?                | Lamar, Charles               | Rémület Oránban                                            | 48    | légiós     |
| ?.   | 1941       | ?                | Leathy, G. L.                | Rémület városa                                             | 64    |            |
| ?.   | 1941       | ?                | Grillon, Antoine             | Repülők a légióban                                         | 32    | légiós     |
| ?.   | 1941       | ?                | O'Caraban, Pat               | Rick West Arizonában                                       | 64    | vadnyugati |
| ?.   | 1941       | ?                | Caraban, Pat O.              | Rick West Mexicóban                                        | 64    |            |
| ?.   | 1941       | Connors, Tyrone  | Conors, Tyrone???            | A riporter cowboy                                          | 64    | vadnyugati |
| ?.   | 1941       | ?                | Lusane, Percival             | A robbanó kincs                                            | 32    |            |
| ?.   | 1941       | ?                | Gibson, Charles              | Roham a sivatagban                                         | 64    | légiós     |
| ?.   | 1941       | ?                | Blinth, L.                   | Rozoga Mac megvadul                                        | 64    |            |
| ?.   | 1941       | ?                | Lamac, Pierre                | Safranek a légionista                                      | 63    | légiós     |
| ?.   | 1941       | ?                | Chance, Pierre               | Sali és Dagi a légióban                                    | 32    | légiós     |
| ?.   | 1941       | Komáromi Zoltán  | Maxbell, Z. I.               | A sheriff a fogságban                                      | 64    | vadnyugati |
| ?.   | 1941       | ?                | Balonge, Charles             | A sivatag korbácsa                                         | 48    | légiós     |
| ?.   | 1941       | ?                | Duff, Garry                  | Suta Bill banditát fog                                     | 64    |            |
| ?.   | 1941       | ?                | Duff, Garry                  | Suta Bill ranger lesz                                      | 64    |            |
| ?.   | 1941       | ?                | Gibson, Charles              | A szárnyas őrmester                                        | 48    |            |
| ?.   | 1941       | ?                | Raund, Micky                 | A szélhámosok koronázatlan királya                         | 48    |            |
| ?.   | 1941       | ?                | Leathy, L.                   | Szép Fred a légióban                                       | 63    | légiós     |
| ?.   | 1941       | Barát Endre      | Friend, B. E.                | A sziklák ördöge                                           | 64    |            |
| ?.   | 1941       | ?                | Chance, Pierre               | Szökés a halálba                                           | 32    | légiós     |
| ?.   | 1941       | ?                | Gibson, Charles              | Szökés Oránból                                             | 64    |            |
| ?.   | 1941       | Hamvas H. Sándor | Ash, Alex H.                 | A szoknyás bandita                                         | 64    |            |
| ?.   | 1941       | ?                | Lamar, Charles               | Titkok erődje                                              | 48    | légiós     |
| ?.   | 1941       | Sajó Gyula       | Robber, Ted                  | Todd, a fenegyerek                                         | 64    |            |
| ?.   | 1941       | ?                | Lorrymer, T. B.              | Utolsó golyóig                                             | 64    |            |
| ?.   | 1941       | Hamvas H. Sándor | Ash, Alex H.                 | Az utolsó pillanatban                                      | 64    |            |
| ?.   | 1941       | ?                | Hamilton, George             | Vadnyugat törvénye                                         | 32    | vadnyugati |
| ?.   | 1941       | Nagy Károly      | Lorre, Charles               | A végzetes parancs                                         | 64    | légiós     |
| ?.   | 1941       | ?                | Losange, G.                  | Vérbefojtott árulás                                        | 48    |            |
| ?.   | 1941       | ?                | Leathy, L.                   | A Véres Kéz bandája                                        | 64    |            |
| ?.   | 1941       | ?                | Multon, Leon                 | A vérszomjas sejk                                          | 32    |            |
| ?.   | 1941       | ?                | Gibson, Charles              | Veszélyben az erőd                                         | 64    |            |
| ?.   | 1941       | Komáromi Zoltán  | Maxbell, Z. I.               | A vészthozó „galamb”                                       | 64    |            |
| ?.   | 1941       | ?                | Masuan, Eliot                | Visszalopott század                                        | 48    | légiós     |
| ?.   | 1941       | ?                | Lorrymer, T. B.              | A zöldfülű cowboy                                          | 64    | vadnyugati |
| ?.   | 1941       | ?                | Rolle, Charles               | Az átfestett század                                        | 63    | légiós     |
| ?.   | 1941       | ?                | Balonge, Charles             | Muskátli Olivér a közlegény                                | 64    | légiós     |
| ?.   | 194?       | ?                | Broche, Charles              | A légió rémségei (Eredeti cím: Az elátkozott garnizon)     | 47    | légiós     |
| ?.   | 194?       | ?                | Chance, Pierre               | Az ellopott szaharai vasut                                 | 31    | légiós     |
| ?.   | 194?       | ?                | Chance, Pierre               | A visszalopott hajó                                        | 32    | légiós     |
| ?.   | 1942       | ?                | Zoogan, Bert                 | Az acél cowboy                                             | 32    | vadnyugati |
| ?.   | 1942       | ?                | Reading, Bell                | Ájtatos banditák                                           | 32    |            |
| ?.   | 1942       | Bevall Tibor     |                              | Aki behálózta Európát                                      | 48    |            |
| ?.   | 1942       | ?                | Hamilton, George I.          | Arizonai Jack, a vakmerő                                   | 32    | vadnyugati |
| ?.   | 1942       | ?                | Webb, Th. J.                 | Az áruló galambok                                          | 32    |            |
| ?.   | 1942       | Withe, Garry T.  | Garry Withe???               | A baltás rém                                               | 32    |            |
| ?.   | 1942       | ?                | Parago, Maurice              | Banditák - banditája                                       | 32    |            |
| ?.   | 1942       | ?                | Hausmann, Kurt               | Bestiális támadás                                          | 32    |            |
| ?.   | 1942       | ?                | Waoword, Harry               | A Bottle-gang megszűnik                                    | 32    |            |
| ?.   | 1942       | ?                | Humbold, Tex                 | A bűnösök bűnhődnek (vadnyugat hőseinek kis regénye)       | 32    | vadnyugati |
| ?.   | 1942       | ?                | Gene, Fritz                  | Colt ellen colt                                            | 32    | vadnyugati |
| ?.   | 1942       | Magyary Béla     |                              | Cselszövés Budán                                           | 32    |            |
| ?.   | 1942       | ?                | Stephan, Hanna               | Csikágó réme                                               | 32    |            |
| ?.   | 1942       | ?                | Sean, Simeon                 | Az egész század lezárva                                    | 32    |            |
| ?.   | 1942       | ?                | Worthan, Ben Hams            | Egy golyó és vége ...                                      | 32    |            |
| ?.   | 1942       | ?                | Marieaunel, Leon             | Egy életunt a légióban                                     | 32    | légiós     |
| ?.   | 1942       | ?                | Beaurdin, Luis               | Elfogott szökevények                                       | 32    | légiós     |
| ?.   | 1942       | ?                | Balonge, Charles             | Az elmaradt kikötés                                        | 48    | légiós     |
| ?.   | 1942       | Bevall Tibor     |                              | Az Ezüstvölgy hőse                                         | 48    |            |
| ?.   | 1942       | Bevall Tibor     |                              | A fekete mámor                                             | 48    |            |
| ?.   | 1942       | ?                | Gebhardt, N. O.              | A gang árulója                                             | 32    |            |
| ?.   | 1942       | ?                | Campbell, Joe                | Gépfegyverharc a garázsban                                 | 32    |            |
| ?.   | 1942       | ?                | Ribot, Maurice               | Háború a föld alatt                                        | 32    |            |
| ?.   | 1942       | Bevall Tibor     |                              | Harc az ismeretlennel                                      | 32    |            |
| ?.   | 1942       | ?                | Carillo, Leon de             | A holt város lázadói                                       | 32    | légiós     |
| ?.   | 1942       | ?                | Condée, Camille              | A holtak is beszélnek                                      | 32    |            |
| ?.   | 1942       | Kardos Ede       |                              | Az iskola réme                                             | 32    |            |
| ?.   | 1942       | ?                | Round, Micky                 | Az ismeretlen vérengző                                     | 32    |            |
| ?.   | 1942       | ?                | Cannin, Maurice              | Két tűz között                                             | 32    |            |
| ?.   | 1942       | ?                | Barth, Bernhart              | Kétkezes Jack munkába lép                                  | 32    |            |
| ?.   | 1942       | ?                | Jütge, Hans                  | Két cowboy New Yorkban                                     | 32    | vadnyugati |
| ?.   | 1942       | ?                | Orange, Jean Pierre          | Két gyilkos - egy halott                                   | 32    |            |
| ?.   | 1942       | Sack Albert      |                              | A kölyöksheriff                                            | 32    | vadnyugati |
| ?.   | 1942       | ?                | Levaine, Curtis              | A leányrablók                                              | 32    |            |
| ?.   | 1942       | ?                | Cammia, Tonio                | A légióba hajszolva                                        | 32    | légiós     |
| ?.   | 1942       | ?                | Grillon, Antoine             | Légióból – a légióba                                       | 32    | légiós     |
| ?.   | 1942       | Barcs Miklós     |                              | A megmentett élet                                          | 32    |            |
| ?.   | 1942       | ?                | Grillon, Antoine             | Az ostromgyűrűn át ...!                                    | 32    |            |
| ?.   | 1942       | ?                | Hervée, Eugen                | Pincér a légióban                                          | 32    | légiós     |
| ?.   | 1942       | ?                | Equideo, Manuel              | Pofozkodó és társai                                        | 32    |            |
| ?.   | 1942       | ?                | Antogen, Julius              | Rablógyilkos a légióban                                    | 32    | légiós     |
| ?.   | 1942       | ?                | Allian, Tom                  | A robbantó gang harca                                      | 32    |            |
| ?.   | 1942       | ?                | Chance, Pierre               | Sali őrmester nadrágtartója                                | 32    |            |
| ?.   | 1942       | ?                | Bois, Charles                | A sejk végzete                                             | 48    | légiós     |
| ?.   | 1942       | ?                | Childniss, Philipp           | Süllyed az alvilág                                         | 32    |            |
| ?.   | 1942       | ?                | Pertes, Luise                | „Szekfű” vállalkozása                                      | 32    |            |
| ?.   | 1942       | ?                | Bellamary, Michael           | Szélhámosok légiója                                        | 32    | légiós     |
| ?.   | 1942       | Barát Endre      | Friend, B. E.                | Szeplős harcba száll (vadnyugat izgalmas iramú kisregénye) | 32    | vadnyugati |
| ?.   | 1942       | Bevall Tibor     |                              | A sziklák legyőzője                                        | 48    |            |
| ?.   | 1942       | Bevall Tibor     |                              | A tengeri ördög                                            | 48    |            |
| ?.   | 1942       | ?                | Boucher, Georges             | A tiszteletbeli légionista                                 | 48    | légiós     |
| ?.   | 1942       | ?                | Ribot, Maurice               | Tömeghalál a légióban                                      | 32    | légiós     |
| ?.   | 1942       | ?                | Etoleau, Stefan              | Véres bosszú a légióban                                    | 32    | légiós     |
| ?.   | 1942       | ?                | Leathy, L.                   | Vigyorgó Jimmy titkos küldetése                            | 32    |            |
| ?.   | 1942       | Delione, Abb     |                              | Harc a 72-es erődért                                       | 32    |            |
| ?.   | 1942       | Bevall Tibor     |                              | A yanglai remete                                           | 48    |            |
| ?.   | 1943       | Nagy Károly      | Lorre, Charles               | Az elátkozott erőd                                         | ?     | légiós     |
| ?.   | 1943       | Bevall Tibor     |                              | Az országút rabja                                          | 48    |            |

## Egyéb kiadványok
Az alábbi kötetek külalakja jelentősen eltér a sorozatszerűen megjelentet kötetekétől, bár témájuk többségében ugyanúgy légiós illetve vadnyugati kalandregény:
| Szám | Év   | Író              | Írói név, álnév, névváltozat | Cím                               | Oldal | Megjegyzés |
| ---- | ---- | ---------------- | ---------------------------- | --------------------------------- | ----- | ---------- |
| ?.   | 1941 | ?                | Gibson, Charles              | Riadó éjfélkor!                   | 64    | légiós     |
| ?.   | 1941 | Hamvas H. Sándor | Ash, Alex H.                 | Az ifjabb „farkas”                | 64    | vadnyugati |
| ?.   | 1941 | ?                | Blinth, L.                   | Az elrabolt farm                  | 64    | vadnyugati |
| ?.   | 1942 | ?                | Hudson, Tom                  | A tulascoi sátán                  | 32    | vadnyugati |
| ?.   | 1942 | ?                | Chance, Pierre               | A fegyenctelep borzalmai          | 31    | légiós     |
| ?.   | 1942 | ?                | Ravel, Dean                  | Megveszett és elveszett gyilkosok | 32    | bűnügyi    |

A háború vége felé megjelentettek négy gyermekneveléshez kapcsolódó leporellót:
- Tamás vermet ás maga esik bele ..., 1943
- Bumli Bandi célba ér, 1944, illusztráció: Vudy József
- Csúzli Feri bakot lő ..., 1944, illusztráció: M K H
- Piri és Biri a szakácsnők, 1944

Valamint egy rejtvénykönyvet is:
- Gál György: Móka Matyi - 2000 rejtvény játékos felnőttek és komoly gyermekek számára, 1944

Továbbá egy Irodalmi kisregény(ek) című sorozat úgy tűnik első és egyetlen darabját:
- Barát Endre: A provencei fogoly – Kisfaludy Sándor életéből, 64 oldal